# Rochinia natalensis
Rochinia natalensis is een krabbensoort uit de familie van de Epialtidae. De wetenschappelijke naam van de soort is voor het eerst geldig gepubliceerd in 1977 door Kensley.